# Municipio de Amwell
El municipio de Amwell (en inglés: Amwell Township) es un municipio ubicado en el condado de Washington en el estado estadounidense de Pensilvania. En el año 2000 tenía una población de 3,960 habitantes y una densidad poblacional de 34 personas por km².

## Geografía
El municipio de Amwell se encuentra ubicado en las coordenadas 40°4′42″N 80°12′36.55″O / 40.07833, -80.2101528.

## Demografía
Según la Oficina del Censo en 2000 los ingresos medios por hogar en la localidad eran de $44,922 y los ingresos medios por familia eran $48,623. Los hombres tenían unos ingresos medios de $34,618 frente a los $21,006 para las mujeres. La renta per cápita para la localidad era de $18,285. Alrededor del 6,9% de la población estaban por debajo del umbral de pobreza.